# Regione del Maule
La regione del Maule è una delle sedici regioni del Cile centrale; si estende per 30.296 km² e ha 1.033.197 abitanti, con capoluogo Talca.
Confina a ovest con l'Oceano Pacifico, a sud con la regione di Ñuble, a est con l'Argentina ed a nord con la Regione Bernardo O'Higgins. Comprende le province di Curicó, Talca, Cauquenes, e Linares.
Il nome deriva dal fiume Maule, che scende verso ovest dalle Ande, attraversa la regione e copre un bacino di circa 20.600 km². Il fiume Maule è di interesse storico considerevole perché, tra altri motivi, segnalava il confine sud dell'impero Inca.

## Geografia antropica

### Suddivisioni amministrative
| Provincia | Capoluogo | Comune                      |
| --------- | --------- | --------------------------- |
| Cauquenes | Cauquenes | 1 Cauquenes                 |
| Cauquenes | Cauquenes | 2 Chanco                    |
| Cauquenes | Cauquenes | 3 Pelluhue                  |
| Curicó    | Curicó    | 4 Curicó                    |
| Curicó    | Curicó    | 5 Hualañé                   |
| Curicó    | Curicó    | 6 Licantén                  |
| Curicó    | Curicó    | 7 Molina                    |
| Curicó    | Curicó    | 8 Rauco                     |
| Curicó    | Curicó    | 9 Romeral                   |
| Curicó    | Curicó    | 10 Sagrada Familia          |
| Curicó    | Curicó    | 11 Teno                     |
| Curicó    | Curicó    | 12 Vichuquén                |
| Linares   | Linares   | 13 Colbún                   |
| Linares   | Linares   | 14 Linares                  |
| Linares   | Linares   | 15 Longaví                  |
| Linares   | Linares   | 16 Parral                   |
| Linares   | Linares   | 17 Retiro                   |
| Linares   | Linares   | 18 San Javier de Loncomilla |
| Linares   | Linares   | 19 Villa Alegre             |
| Linares   | Linares   | 20 Yerbas Buenas            |
| Talca     | Talca     | 21 Constitución             |
| Talca     | Talca     | 22 Curepto                  |
| Talca     | Talca     | 23 Empedrado                |
| Talca     | Talca     | 24 Maule                    |
| Talca     | Talca     | 25 Pelarco                  |
| Talca     | Talca     | 26 Pencahue                 |
| Talca     | Talca     | 27 Río Claro                |
| Talca     | Talca     | 28 San Clemente             |
| Talca     | Talca     | 29 San Rafael               |
| Talca     | Talca     | 30 Talca                    |

## Politica

### Governatore regionale
- Cristina Bravo

### Delegato presidenziale regionale
- Juan Eduardo Prieto

### Delegato presidenziale provinciale
- Curicó: Leopoldo Ibáñez Benavides
- Linares: Pablo Sepúlveda Gutiérrez
- Cauquenes: Francisco Ruiz Muñoz

### Risultati finali: Elezioni generali in Cile del 2005
Ballottaggio del 15 gennaio 2006
Regione del Maule
| Comune                                | Michelle Bachelet: voti (%) | Sebastián Piñera: voti (%) |
| ------------------------------------- | --------------------------- | -------------------------- |
| Cauquenes                             | 8.879 (39,45%)              | 13.624 (60,54%)            |
| Chanco                                | 2.722 (44,82%)              | 3.350 (55,17%)             |
| Pelluhue                              | 1.862 (43,71%)              | 2.397 (56,28%)             |
| Curicó                                | 29.109 (52,41%)             | 26.425 (47,58%)            |
| Hualañé                               | 3.571 (61,66%)              | 2.220 (38,33%)             |
| Licantén                              | 2.462 (59,15%)              | 1.700 (40,84%)             |
| Molina                                | 13.598 (63,67%)             | 7.756 (36,32%)             |
| Rauco                                 | 3.163 (55,29%)              | 2.557 (44,70%)             |
| Romeral                               | 3.828 (52,30%)              | 3.491 (47,69%)             |
| Sagrada Familia                       | 6.086 (65,75%)              | 3.170 (34,24%)             |
| Teno                                  | 6.131 (49,27%)              | 6.311 (50,72%)             |
| Vichuquén                             | 1.659 (51,20%)              | 1.581 (48,79%)             |
| Colbún                                | 5.409 (57,51%)              | 3.996 (42,48%)             |
| Linares                               | 19.227 (46,20%)             | 22.385 (53,79%)            |
| Longaví                               | 7.247 (49,71%)              | 7.329 (50,28%)             |
| Parral                                | 8.996 (43,39%)              | 11.736 (56,60%)            |
| Retiro                                | 3.634 (39,99%)              | 5.453 (60,00%)             |
| San Javier                            | 11.626 (54,43%)             | 9.731 (45,56%)             |
| Villa Alegre                          | 4.438 (55,69%)              | 3.531 (44,30%)             |
| Yerbas Buenas                         | 4.222 (53,91%)              | 3.609 (46,08%)             |
| Constitución                          | 11.813 (57,61%)             | 8.689 (42,38%)             |
| Curepto                               | 3.630 (57,68%)              | 2.663 (42,31%)             |
| Empedrado                             | 1.258 (47,01%)              | 1.418 (52,98%)             |
| Maule                                 | 4.942 (56,49%)              | 3.806 (43,50%)             |
| Pelarco                               | 2.494 (52,30%)              | 2.274 (47,69%)             |
| Pencahue                              | 3.686 (57,24%)              | 2.753 (42,75%)             |
| Río Claro                             | 3.508 (56,18%)              | 2.736 (43,81%)             |
| San Clemente                          | 11.875 (63,05%)             | 6.957 (36,94%)             |
| San Rafael                            | 2.559 (55,90%)              | 2.018 (44,09%)             |
| Talca                                 | 51.144 (57,69%)             | 37.500 (42,30%)            |
| Totale complessivo: Regione del Maule | 244.778 (53,45%)            | 213.166 (46,54%)           |